# Red-Headed Woman
Red-Headed Woman is een film uit 1932 onder regie van Jack Conway.

## Verhaal
Jean Harlow speelt Lillian, een jonge vrouw die haar baas, Bill, verleidt. Ze zorgt ervoor dat Bill zijn vrouw Irene verlaat om met haar te trouwen. Maar ondertussen heeft ze ook een affaire met Charles Gaerste. Wanneer ze van moord wordt beschuldigd, vlucht ze naar Frankrijk en krijgt daar een affaire met chauffeur Albert.

## Rolverdeling
| Acteur           | Personage                   |
| ---------------- | --------------------------- |
| Jean Harlow      | Lillian Andrews Legendre    |
| Chester Morris   | William "Bill" Legendre Jr. |
| Lewis Stone      | William "Will" Legendre Sr. |
| Leila Hyams      | Irene 'Rene' Legendre       |
| Una Merkel       | Sally                       |
| Henry Stephenson | Charles B. Gaerste          |
| May Robson       | Tante Jane                  |
| Charles Boyer    | Chauffeur Albert            |
| Harvey Clark     | Oom Fred                    |